# Dendrocnide meyeniana
Dendrocnide meyeniana är en nässelväxtart som först beskrevs av Wilhelm Gerhard Walpers, och fick sitt nu gällande namn av Chew. Dendrocnide meyeniana ingår i släktet Dendrocnide och familjen nässelväxter. Utöver nominatformen finns också underarten D. m. subglabra.